# Stanisław Julian Ignacy Ostroróg
Stanisław Julian Ignacy Ostroróg, anche noto con gli pseudonimi Lucien Waléry, Stanislas Waléry e Laryew (Londra, 12 settembre 1863 – Parigi, 24 febbraio 1929), è stato un fotografo inglese di origine polacca.
Attivo soprattutto a Parigi, egli è noto per i molti ritratti fotografici realizzati durante la Belle Époque e gli anni ruggenti.

## Biografia

### Primi anni

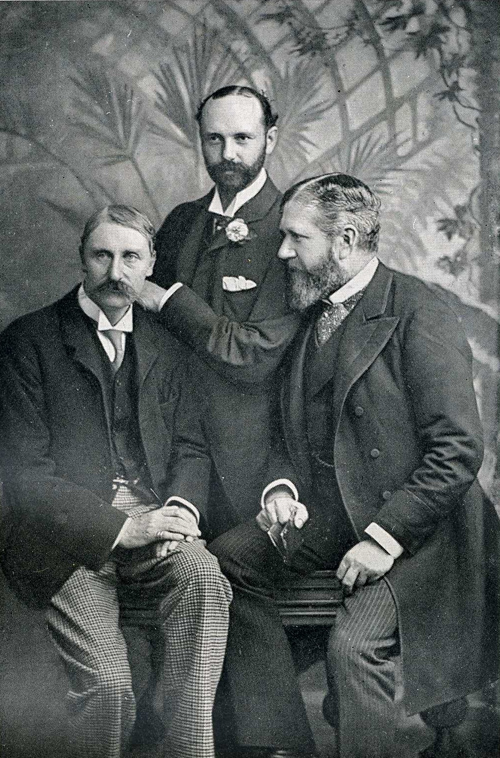
Alfred Cellier, H. J. Leslie e Benjamin Charles Stephenson ritratti da Ostoróg figlio nel 1889.

Stanisław Julian Ignacy Ostroróg nacque a Londra il 12 settembre 1863 da Teodozja Waleria Gwozdecka e dal conte Stanisław Julian Ostroróg. Suo fratello Léon Ostroróg sarebbe divenuto un diplomatico. Nel 1871 la famiglia di origine polacca si trasferì a Parigi e fu lì che il padre di Ignacy aprì uno studio fotografico chiamato "Walery", dal nome della moglie. Nel 1883 la famiglia si ritrasferì a Londra, dove venne inaugurato un nuovo studio presso Regent Street, il quale si rivelò un successo. Fu allora che il giovane Julian Ignacy raggiunse il padre nell'atelier e cominciò a fare il ritrattista, sostituendolo nel 1890 dopo la sua morte improvvisa Il nome dello studio venne quindi francesizzato in "Waléry".
La vita di Stanisław Julian Ignacy prima della sua permanenza a Parigi è scarsamente documentata. Secondo il fotografo e ricercatore Hugues Fontaine, egli avrebbe lasciato Parigi durante la Comune e avrebbe raggiunto il castello di famiglia in Polonia, allora sotto la dominazione zarista, per completare lì la sua formazione. Di ritorno da Londra e dopo un breve periodo presso il reggimento dell'artiglieria reale a Woolwich nel 1881, suo padre lo mandò come apprendista a Parigi per formarsi in tecniche fotografiche. Dopo il suo ritorno dallo studio Walery di Londra, egli decise di viaggiare prima in Messico e poi in Africa australe, armato di macchina fotografica. Nel 1890 egli dunque prese le redini dello studio paterno.

### Carriera fotografica

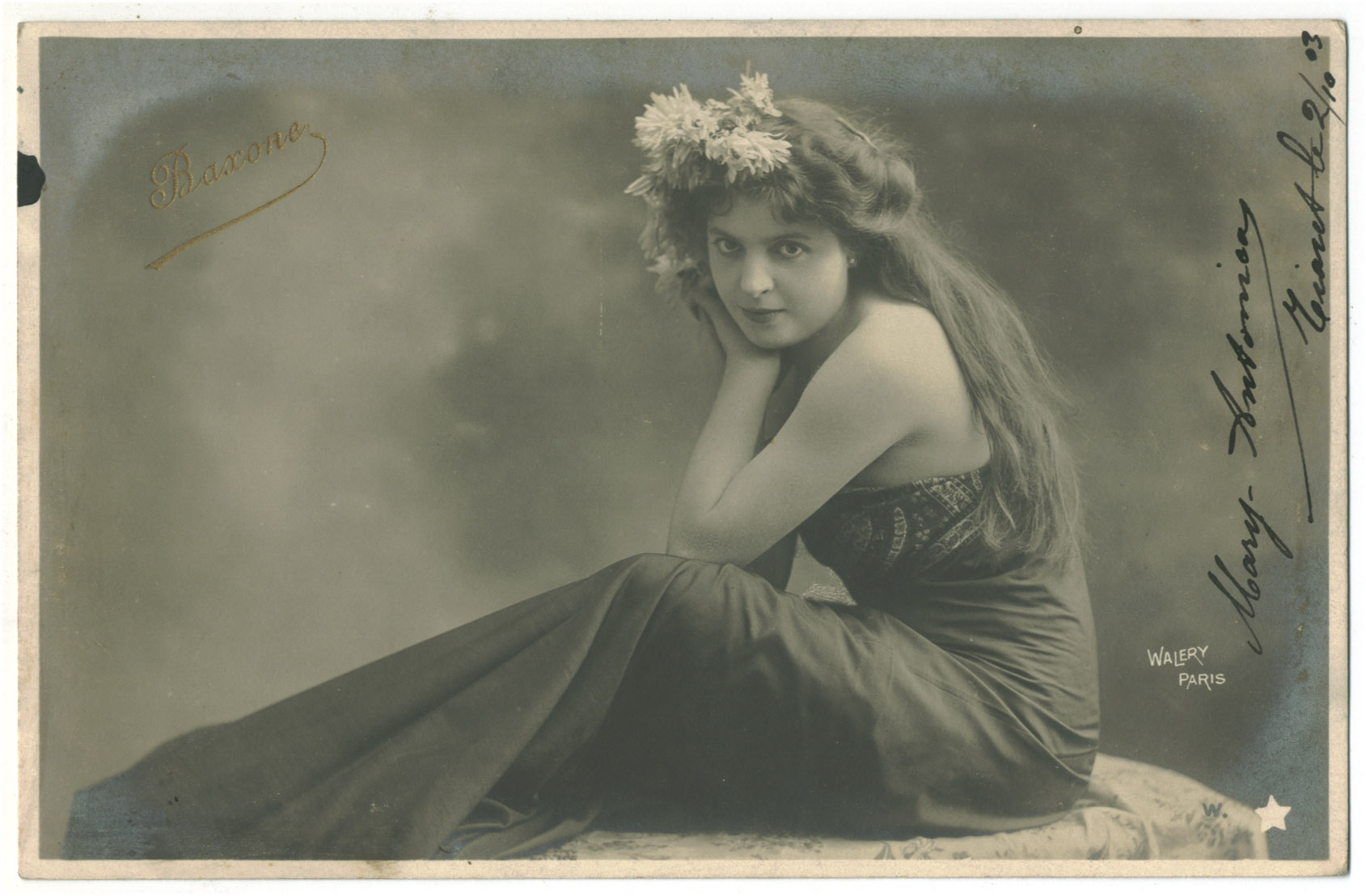
L'attrice Ellen Baxone in una cartolina di Ostoróg figlio.

A Londra Ostroróg decise di fondare un nuovo studio fotografico e insieme ad Alfred Ellis fondò lo studio Ellis & Walery, attivo presso Baker Street fino al 1908. Durante questo periodo egli si interessò alla rotocalcografia, un processo fotografico per la riproduzione di immagini allora ancora agli albori, ma soprattutto portò avanti l'attività di ritrattista del padre e si avvalse della sua clientela.
Nel 1900 circa (la data effettiva è incerta) egli aprì un proprio studio a Parigi nell'antica sede del padre, al 9 bis della rue de Londres (via Londra), con il sostegno di Charles Auguste Varsavaux. Qui Ostoróg si specializzò nei ritratti fotografici di cabarettisti (come Mata Hari). Nel 1908 egli decise di porre fine all'esperienza londinese con Ellis, chiudendo lo studio Ellis & Walery. 

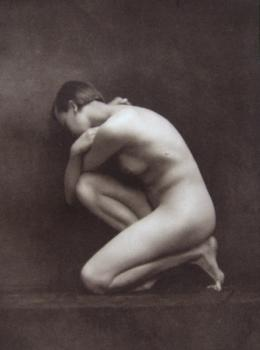
Una delle rotocalcografie erotiche ritraenti le ballerine delle Folies Bergère.

Negli anni Venti egli si concentrò sulla fotografia d'arte e sperimentò la figura del modello con nuove inquadrature, luci e allestimenti. Durante questo periodo egli utilizzò lo pseudonimo "Laryew", un anagramma del suo nome, per produrre un libro di cento rotocalcografie intitolato Nus - Cent Photographies originales ("Nudi - Cento fotografie originali"): queste fotografie raffiguravano delle ballerine del teatro delle Folies Bergère, un celebre locale parigino, in stato di nudità totale e in pose diverse. Egli ottenne un grande successo grazie ad una serie di fotografie, pubblicate nel 1926, raffiguranti la ballerina Joséphine Baker. Il fotografo realizzò anche degli studi di nudo femminile destinati agli studenti di anatomia e di arte. Dato che per la maggior parte di queste fotografie di nudo si trattava di arte erotica, Stanisław Julian Ignacy Ostroróg fece i suoi scatti nascondendosi dietro a molti pseudonimi, come il già citato "Laryew", "Lucien Waléry", "Stanislas Walery" o "Yrelaw".
Tra i suoi clienti parigini si citano i proprietari del teatro delle Folies Bergères, la società di geografia, i saloni di pittura, nonché una serie per le grandi figure mediche del tempo. Egli fu inoltre il fotografo ufficiale per la stagione dei balletti russi di Serge Diaghileff a Parigi nel 1912.

### Morte
Stanisław Julian Ignacy Ostroróg morì a Parigi il 22 febbraio 1929. Lo studio Waléry venne portato avanti da Charles Auguste Varsavaux. Esistono pochi documenti sulla natura dei loro rapporti d'affari, anche se il certificato di morte di Varsavaux conferma che egli risiedeva in quegli stessi locali.

## Vita privata
Nel 1897, a Chelsea egli sposò Joyce Audrey Rede Fowke (1877–1930), la nipotina di sir Henry Cole. La coppia ebbe quattro figli: Francis, che morì in età puerile, Stanislaus John, Joyce e Sally.

## Galleria d'immagini

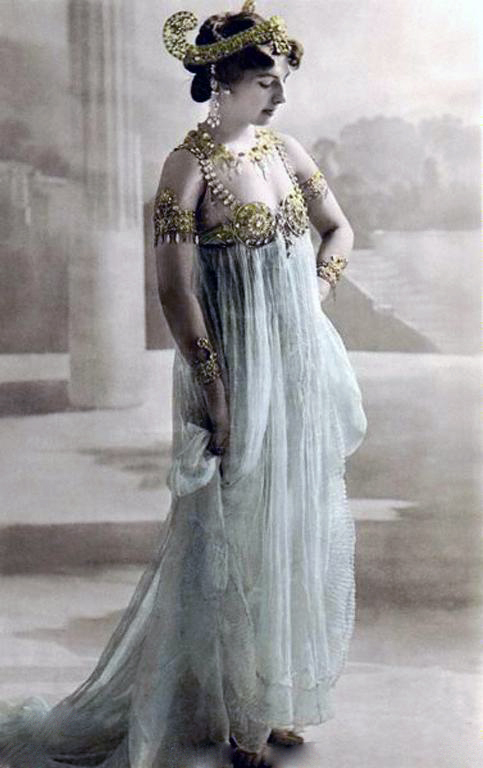
Mata Hari (1906)
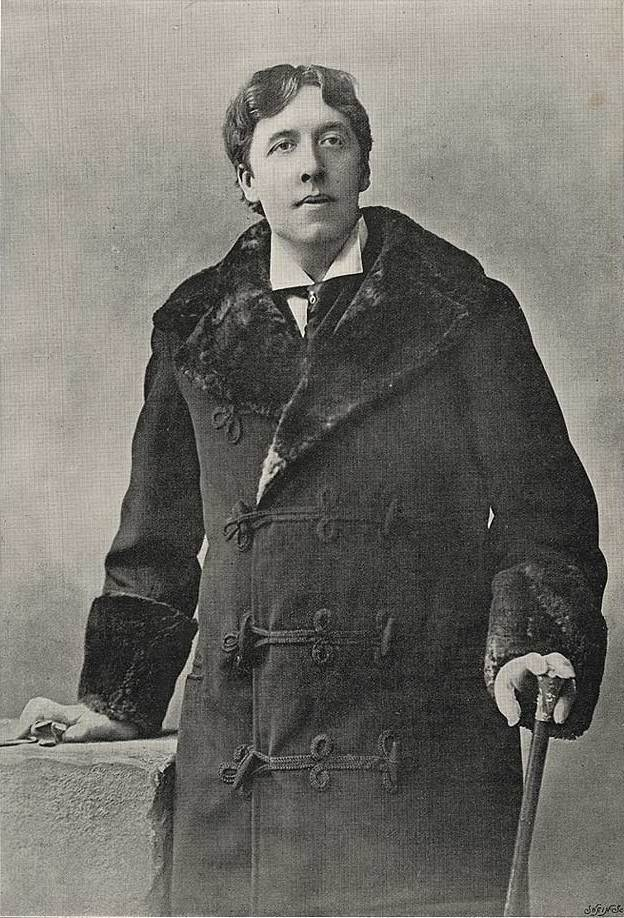
Ritratto di Oscar Wilde (1892)
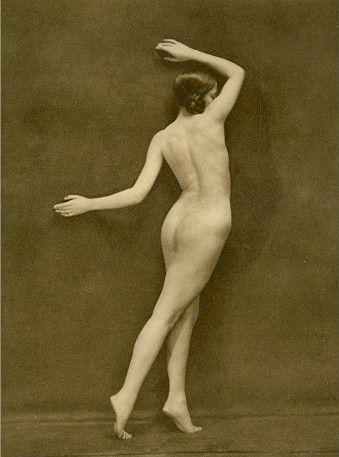
Rotocalcografia erotica di una ballerina delle Folies Bergère (1920 circa)
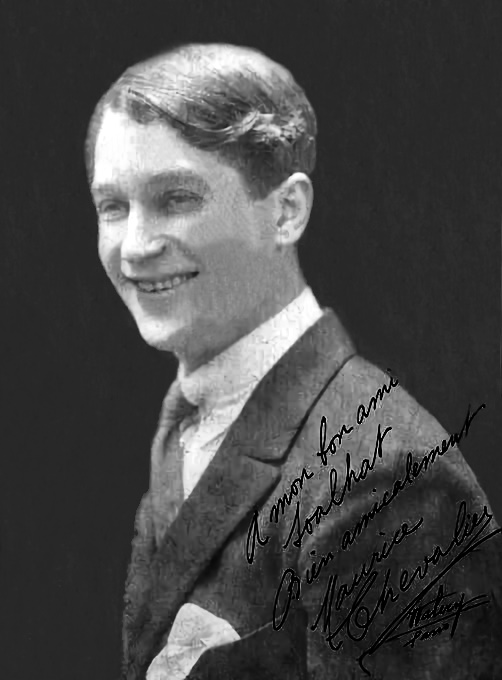
Ritratto di Maurice Chevalier (anni '20)